# Miroslav Hásek
Miroslav Hásek (29. července 1934 Rožmitál pod Třemšínem – 7. října 2017 Rožmitál pod Třemšínem) byl český výtvarník a publicista působící na Rožmitálsku. Byl prvním porevolučním starostou Rožmitálu po pádu komunistického režimu.

## Životopis

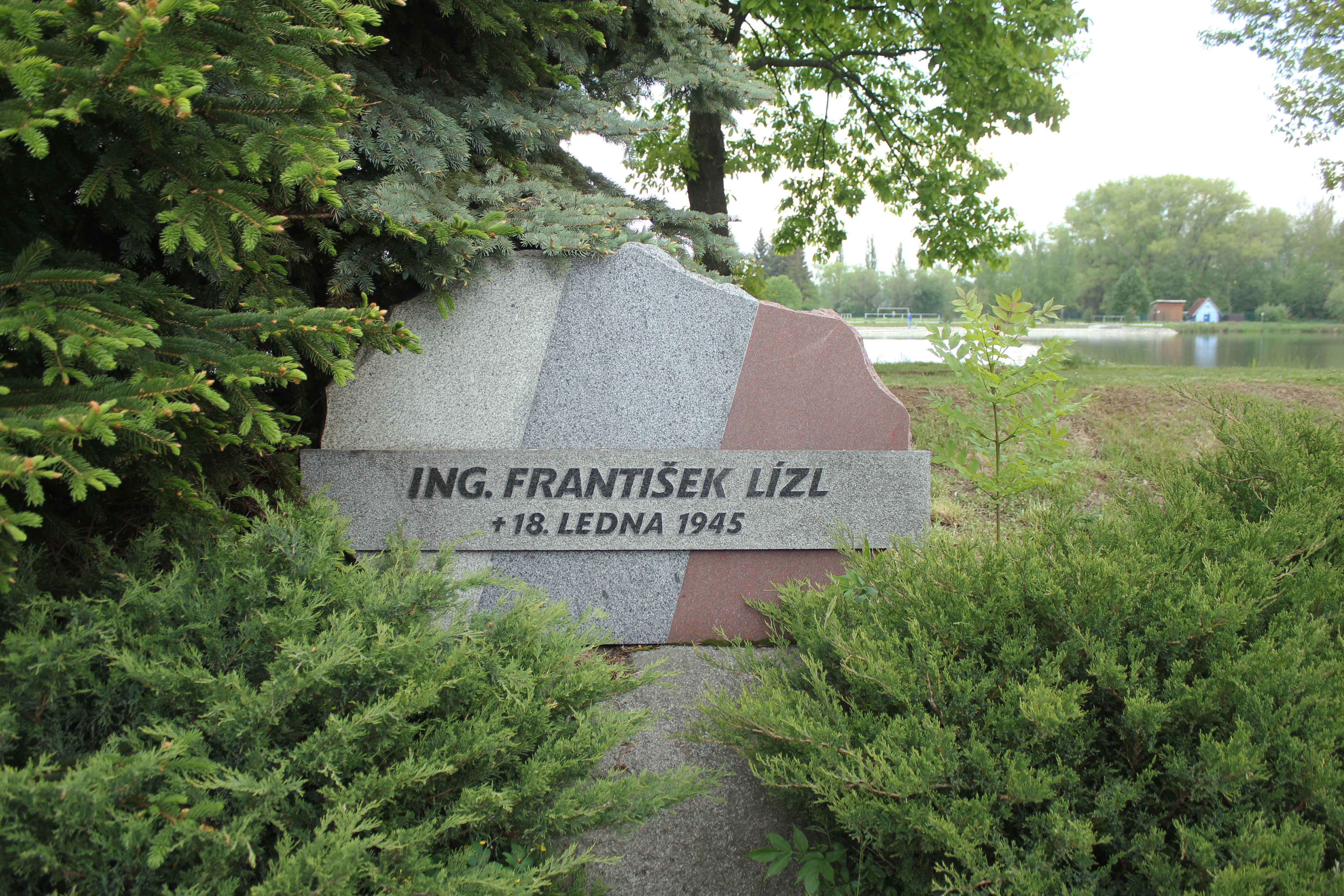
Pomník Františka Lízla, který vznikl z iniciativy Miroslava Háska

Miroslav Hásek se narodil 29. července 1934 v Rožmitále pod Třemšínem. Studoval na Vyšší škole uměleckého průmyslu v Praze, kde maturoval roku 1953. Pracoval jako vývarník v propagaci v Nakladatelství technické literatury Praha, později v podniku Odbyt strojů a nářadí. Od roku 1967 byl umělcem na volné noze. Krátce také vyučoval výtvarný obor na ZUŠ J. J. Ryby v Rožmitále pod Třemšínem. Po Sametové revoluci byl aktivním členem Občanského fóra Rožmitál pod Třemšínem a později i jeho mluvčím. Byl zvolen prvním porevolučním starostou Rožmitálu. Funkci zastával na přelomu let 1990 a 1991, poté na vlastní žádost odešel. Zabýval se průmyslovou propagací. Graficky upravoval tiskoviny, navrhoval loga a plakáty. Ilustroval řadu časopisů, učebnic a skript. Rád používal techniku americké retuše, ale i litografii, kresbu a malbu. Je autorem návrhu mříže v Brdském památníku (ZUŠ J. J. Ryby) a také navrhl a nechal realizovat památník Františka Lízla u Sadoňského rybníka v Rožmitále pod Třemšínem. Zajímal se o historii Rožmitálska. Vydával regionální kalendáře a obrazové knihy s názvem I my jsme tu byli (4 svazky) o životě předků na Podbrdsku. Své kresby zobrazující podoby míst za dob minulých, vytvářel často podle starých fotografií. Mluvil s pamětníky a zapisoval jejich vzpomínky a názory. Vydání čtvrtého svazku už se nedočkal. Zemřel pár dní před jeho dokončením 7. října 2017.

### Rodinný život
Jeho mladší bratr byl Jindřich Hásek, redaktor a regionální historik, který se také zajímal o rožmitálskou historii. Jeho první manželkou byla malířka a ilustrátorka Světla Hásková. Adoptovali dceru Kateřinu a poté se jim narodila dcera Světla (* 1965), která je grafičkou a typografkou. Manželství bylo později rozvedeno. Jeho druhá žena byla Marie Hásková.

## Výstavy
- 2014 – Vzpomínky v obrázcích Miroslava Háska, Podbrdské muzeum[7]
- 2010 – Salon rožmitálských výtvarníků, Podbrdské muzeum[8]
- 2022 – Miroslav a Světla Háskovi: Pohled zpátky, Podbrdské muzeum[9]

## Knihy
- I my jsme tu byli (2011)
- I my jsme tu byli II. (2013)
- I my jsme tu byli III. (2015)
- I my jsme tu byli IV. (2017)